# Ōsaki, Kagoshima
Ōsaki (japanska: 大崎町?, Ōsaki-chō) är en landskommun (köping) i Kagoshima prefektur på ön Kyūshū i södra Japan. 
Basebollspelaren Kosuke Fukudome är född i Ōsaki.